# 老爷车

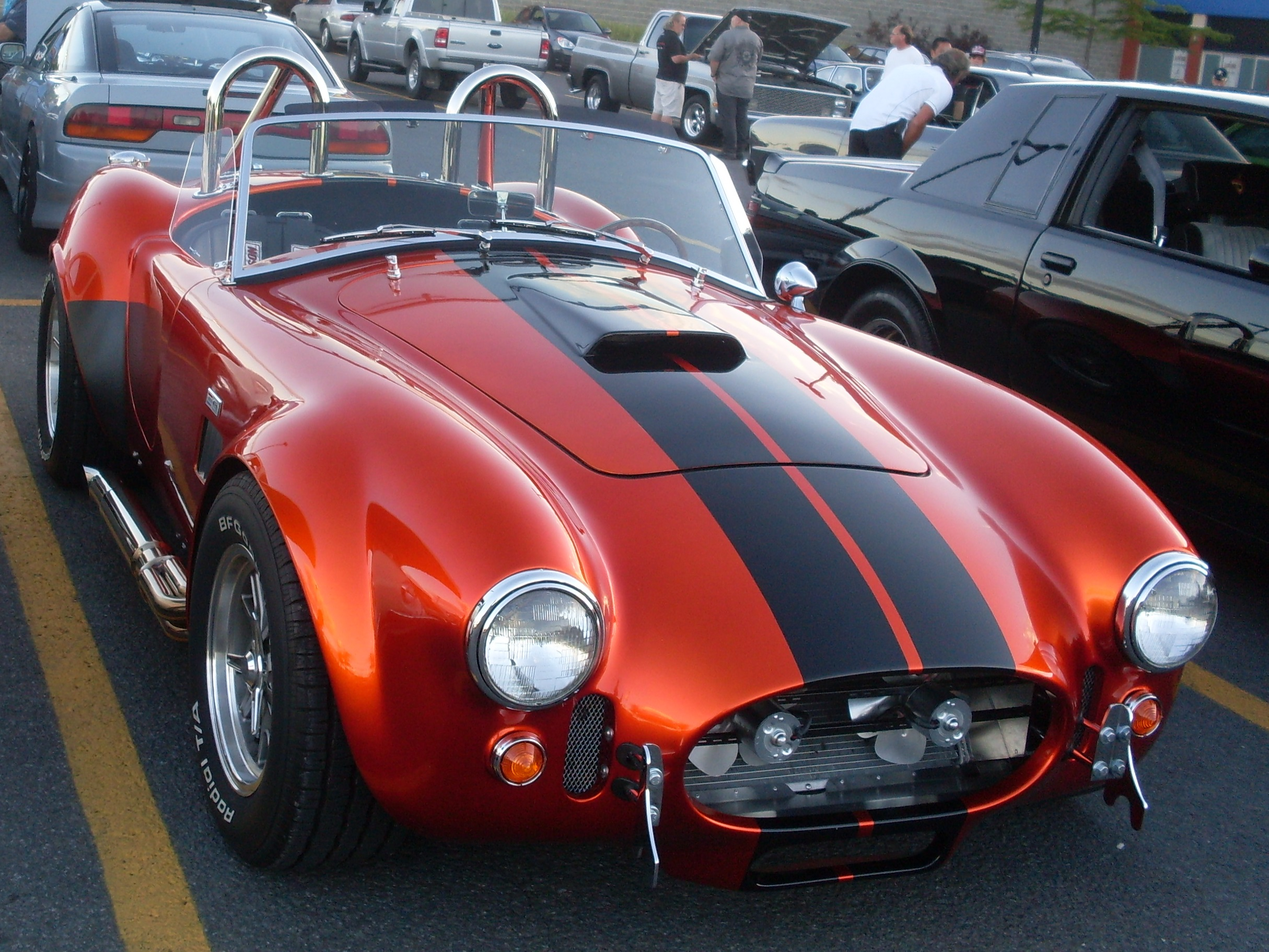
AC Cobra

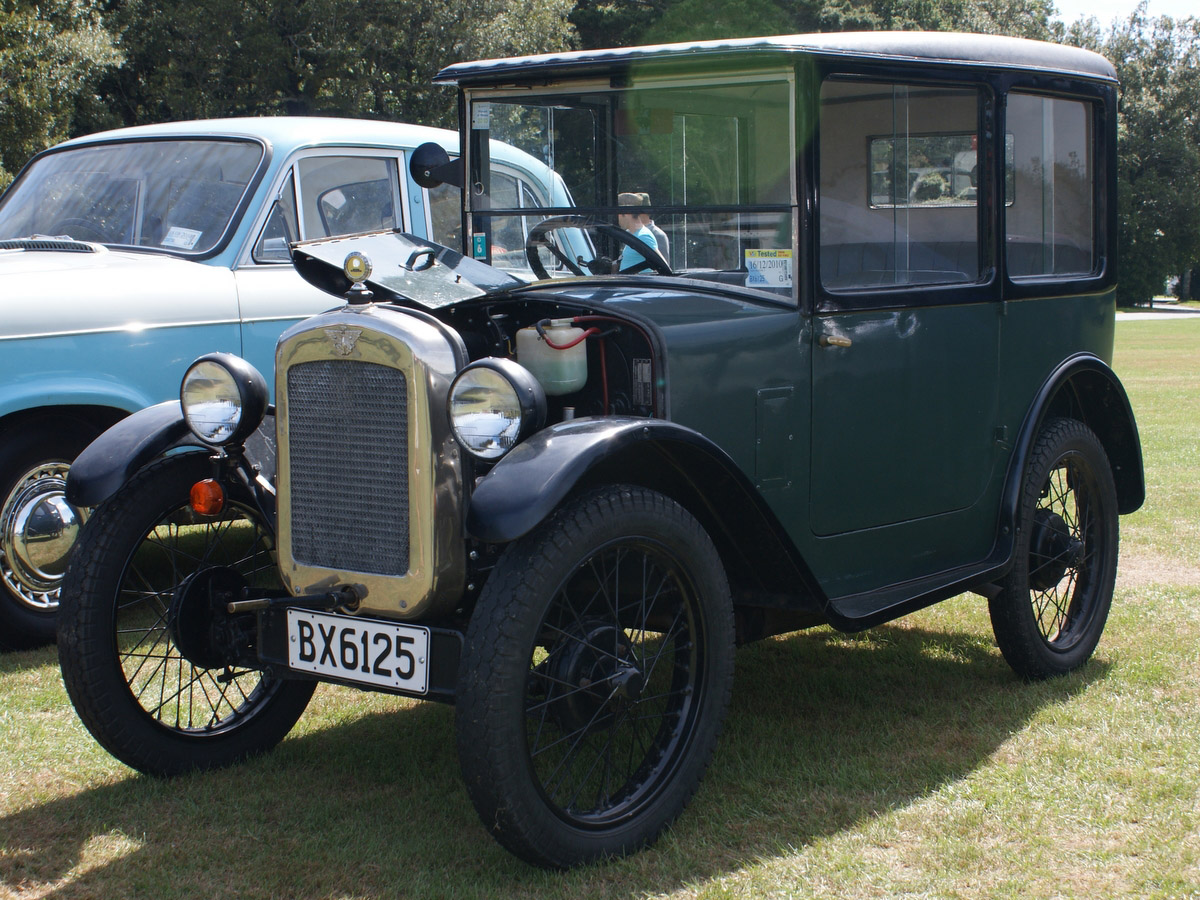
老爷车Austin 7

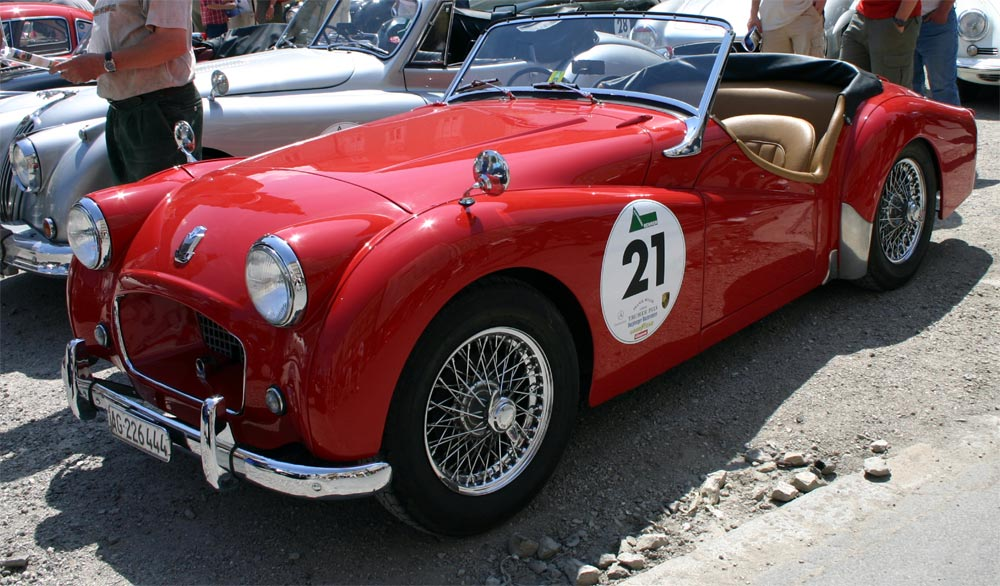
老爷跑车Triumph TR2

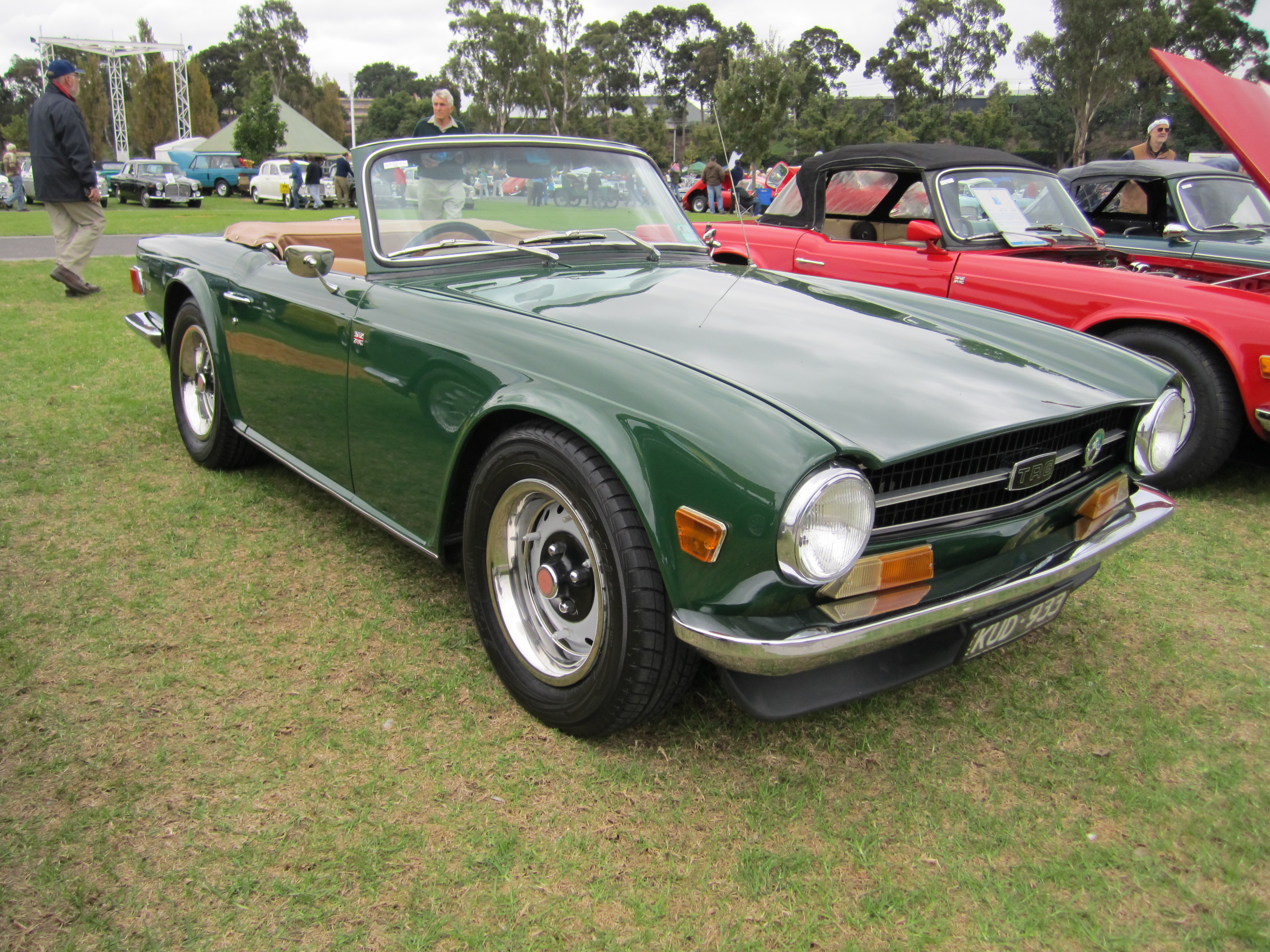
老爷跑车Triumph TR6

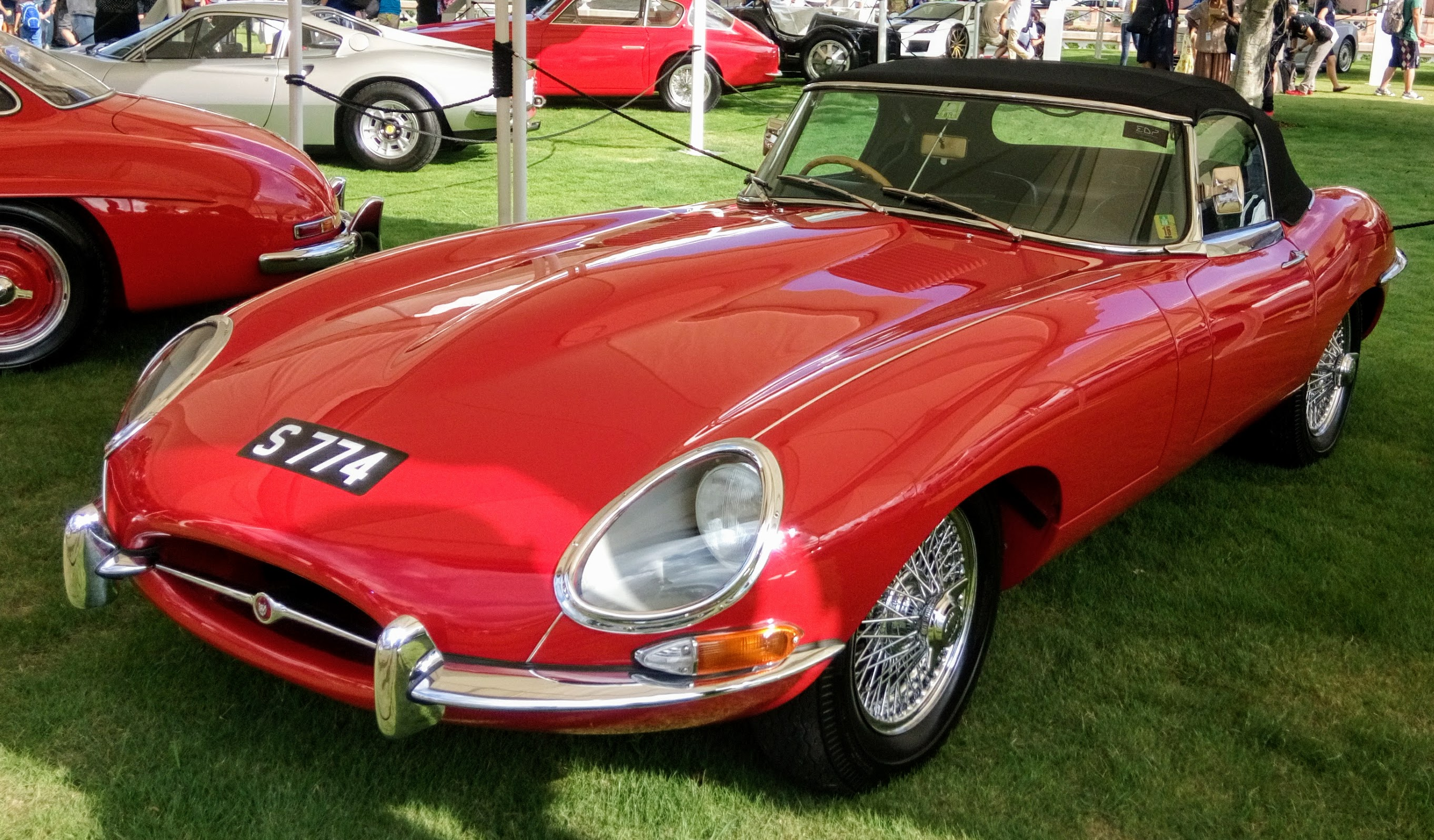
經典老爷跑车Jaguar E-Type

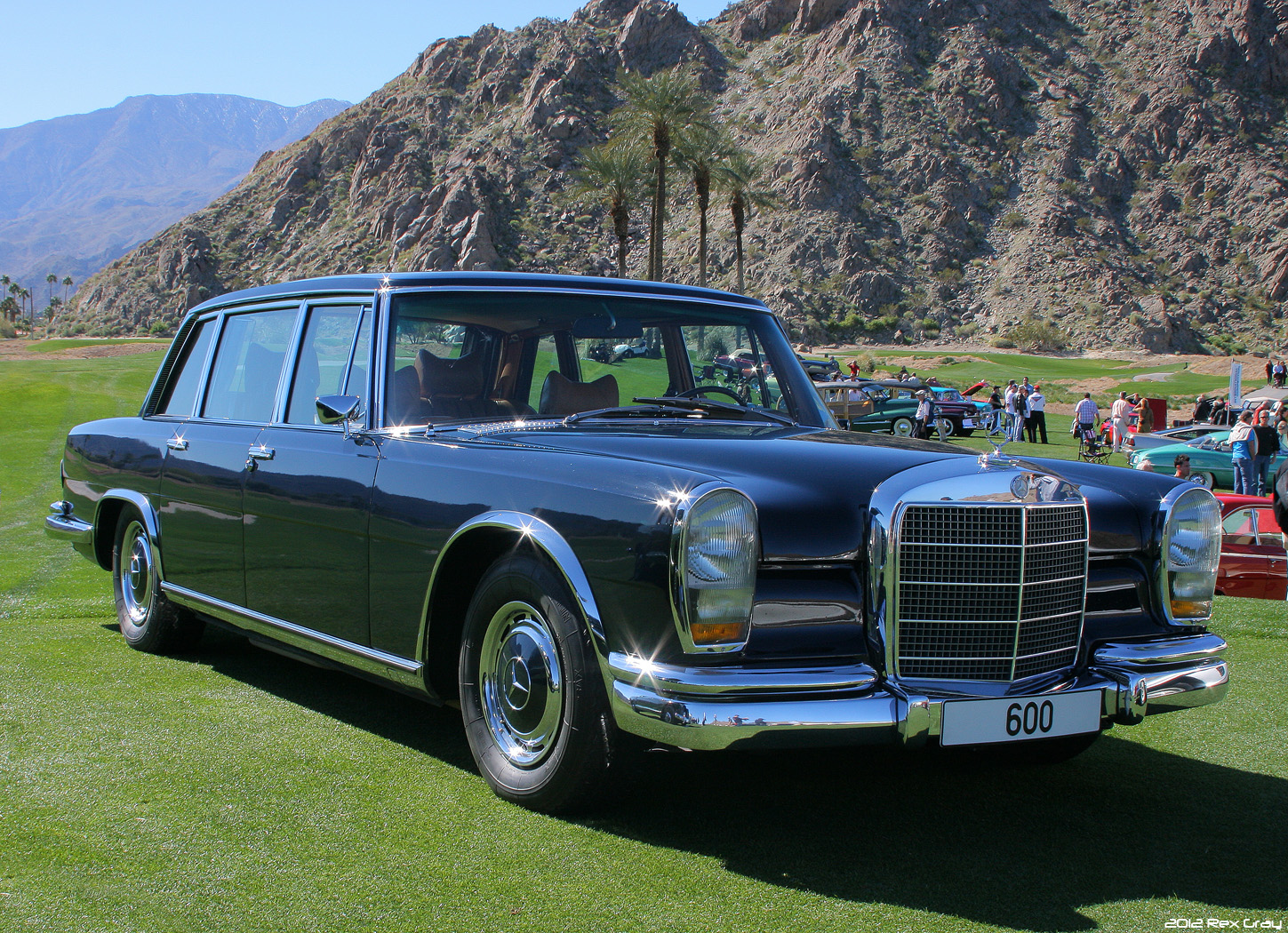
老爷车Mercedes-Benz 600

老爺車（vintage car）是二戰後人們泛指1919年至1930年之間製造，早期曾使用但現在仍可運轉行走的老式汽車，不過現在都指那些車齡超過20-25年以上的車輛。

## 沿革
「老爺車」一詞，是二戰後人們泛指1919年至1930年之間製造，最早出現在1973年英國出版的一本《名人與老爺車》的雜誌上，儘管它的直譯應該是「經典的古老汽車」，但由於「老爺車」這個詞強烈的擬人色彩，此名稱很快得到了各國汽車界人士的認可，並迅速蔓延，成為世界各地愛好者對老式汽車的統一稱謂。車齡超過20-25年以上的車輛。
但是至今沒有一個公認的標準定義，汽車史學家及老爺車愛好者仍在爭論不休。美國老爺車俱樂部把其屬意的品牌或車型（如：1925-1948年間生產）列為完全古典車（FULL CLASSIC），其定義為「非凡的汽車，擁有優良設計，高工藝標準及製作」，取向偏好美國品牌，歐洲產品則有滄海遺珠之憾。
並不是每一輛汽車舊就有資格成為老爺車，保養完好是重要的先決條件。市場上，有經典設計的汽車並不多，正如時下大多數汽車都是低成本生產的四門家庭小汽車一樣，只是代步工具而已。